# Sándor Weöres
Sándor Weöres (Szombathely, 22 juni 1913 – 22 januari 1989) was een Hongaarse dichter en vertaler.
Weöres publiceerde zijn eerste gedichten in het invloedrijke tijdschrift Nyugat. Hij bezocht de universiteit van Pécs, waar hij eerst rechten studeerde, om later de overstap te maken naar geografie en geschiedenis. Uiteindelijk behaalde hij een doctoraat in filosofie en esthetiek. Hij was een wereldreiziger en verbleef onder andere in de Filipijnen, Vietnam, India en Italië.

## Werken
Weöres heeft zeer veel vertalingen naar het Hongaars gedaan, onder andere van Taras Sjevtsjenko, Sjota Roestaveli, Oton Župančič, Josip Murn, William Shakespeare, T.S. Eliot, Edward Lear, Lewis Carroll, Stéphane Mallarmé en Tao Te Ching.
Veel gedichten van Weöres zijn op muziek gezet. Zo componeerde de Hongaarse componist Zoltán Kodály een koorstuk op het gedicht Öregek (Oude mensen), dat Weöres schreef toen hij 14 was. György Ligeti verwerkte verschillende gedichten in een compositie. Componist Péter Eötvös componeerde twee stukken, Atlantis en Ima met teksten van Weöres zijn gedicht Néma zene (Stille muziek).
In 1980 bewerkte de Hongaarse regisseur Gábor Bódy het gedicht Psyché in het epische stuk Nárcisz és Psyché.

## Dichtbundels
- Hideg van, 1934.
- A kő és az ember, 1935.
- A teremtés dicsérete, 1938.
- Meduza, 1944.
- A szerelem ábécéje, 1946.
- Elysium, 1946.
- Gyümölcskosár, 1946.
- A fogok tornáca, 1947.
- Bóbita, 1955.
- A hallgatás tornya, 1956.
- Tarka forgó, 1958.
- Tűzkút, 1964.
- Gyermekjátékok, 1965.
- Merülő Saturnus, 1968.
- Zimzizim, 1969.
- Psyché, 1972.
- Télország, 1972.
- Priapos, geschreven in 1950, postuum uitgebracht in 2001.

- Bibsys: 90194540
- Bibliothèque nationale de France: cb120170230 (data)
- CiNii: DA11103209
- Digitale Bibliotheek voor de Nederlandse Letteren: weor001
- Gemeinsame Normdatei: 119048736
- International Standard Name Identifier: 0000 0000 8184 5443
- Library of Congress Control Number: n50003106
- MusicBrainz: 06f09e32-40e6-4e2e-bbde-a64a0d2d2c94
- Nationale Bibliotheek van Tsjechië: ola2003172317
- Nationale bibliotheek van Australië: 35600231
- Nationale Bibliotheek van Israël: 987007321567105171
- Nationale en Universitaire bibliotheek Zagreb: 000004634
- Nederlandse Thesaurus van Auteursnamen: 070681724
- LIBRIS: 239084
- SNAC: w6zg8hh9
- Système universitaire de documentation: 028307356
- Trove: 1010181
- Virtual International Authority File: 115851000
- WorldCat: E39PBJfrRvmVWtDBV7mgB34g8C

1. ↑  Gemeinsame Normdatei; geraadpleegd op: 31 december 2014.